# Monte Ronui
Il monte Ronui (anche Roniu, Roonui o Rooniu) è un rilievo dell'isola di Tahiti in Polinesia francese la cui cima culmina a 1332 metri. Si tratta di un antico vulcano a scudo, uno dei tre ai quali è attribuita la formazione di Tahiti, nonché della vetta più elevata di Tahiti Iti, la porzione sud-orientale dell'isola.